# Walter Acosta
Walter Wuilfredo Acosta Prolo (Las Piedras, Canelones, 1 de marzo de 1935) es un actor, director y dramaturgo uruguayo. 

## Biografía
En 1955, Acosta inicia sus estudios de teatro en la Escuela de Arte Escénico del teatro El Galpón, en Montevideo, y pasa luego a integrar el elenco estable de la institución entre 1957 y 1962. En 1967, siendo director artístico de Los Comediantes, compañía fundada cinco años antes en su ciudad natal, Acosta viaja a Londres contratado por la BBC. Allí, luego de varios años en el Servicio Latinoamericano, terminó seleccionado por concurso como Productor/Director del Departamento de Drama en el Servicio Mundial, primer latinoamericano en ocupar ese alto puesto.
En sus 23 años de trabajo en Londres, Acosta dirigirá casi un centenar de obras en inglés, protagonizadas por destacadas figuras de la escena británica, entre otros, Sir John Gielgud (La Tempestad), Harold Pinter (Una especie de Alaska), Trevor Howard (El Rey Lear), Julie Christie (Tres hermanas), Peggy Ashcroft (Los amantes de Viorne y Días enteros en los árboles), Alan Rickman y Juliet Stevenson (Yerma), Kenneth Branagh (Noche de Reyes) y Gary Oldman (Andorra).
Durante esos años londinenses, Acosta fomentó particularmente la promoción del teatro latinoamericano contemporáneo con versiones inglesas de obras de Ugo Ulive (Prueba de Fuego), Isaac Chocrón (OK), Ricardo Talesnik (La fiaca), Eduardo Pavlovsky (Cámara lenta) y Rodolfo Santana (La empresa perdona un momento de locura). Su último montaje en Londres fue en 1990 al dirigir en inglés su propia versión escénica del cuento de Gabriel García Márquez El coronel no tiene quien le escriba presentado en el Lyric Studio de Hammersmith.
Al año siguiente - establecido en Ginebra – trabaja como periodista en Radio Suiza Internacional y en el Palacio de las Naciones (ONU) sin abandonar la actividad teatral con varios montajes (Sófocles, J.B. Priestley, Neruda, Alan Ayckbourn y Brecht). Es en Ginebra también donde Acosta se concentra en la dramaturgia a partir del año 2000; un año más tarde, su obra El escorpión y la comadreja, inspirada en Augusto Pinochet y Margaret Thatcher, obtiene en Cuba el Premio de Casa de las Américas. Desde entonces, Acosta ha escrito una veintena de obras y varias de ellas han sido premiadas en Uruguay. Allí se le invita a dirigir la Comedia Nacional en 2003 para estrenar mundialmente su obra Meyerhold en el fondo de un pozo vacío.
2007 marca el alejamiento de Europa para residir entre Buenos Aires y Montevideo. Acosta continúa escribiendo obras, dicta talleres y representa sus propios unipersonales sobre Shakespeare, Cervantes, José Gervasio Artigas o Florencio Sánchez. Ese mismo año, publica sus memorias bajo el título El resto es silencio y de inmediato se embarca en otro proyecto para publicar sus obras de teatro en tres volúmenes con un tomo dedicado a 8 obras suyas en francés e inglés. La edición, a cargo de Prosa Editores Argentina, se presentó en 2020.
En 2015 presentó En busca de Manuel, novela sobre la guerra Civil Española en la que, después de una investigación que le insumió catorce años, cuenta la historia de un soldado raso gallego, oriundo de Boimorto, muerto en la batalla de Brunete en 1937.

## Premios
- 1988: Premio Pater (Australia) por su dirección de Sarcófago, obra de Michael Gubaryev alusiva al accidente de Chernóbil.
- 2001: Premio Casa de las Américas (Cuba) por su obra El escorpión y la comadreja.
- 2002: Premio Cofonte (Comisión del Fondo Nacional del Teatro,  Uruguay) por su obra El trapecio loco.
- 2003: Medalla de la Asociación de Críticos Teatrales del Uruguay (ACTU) por su obra Meyerhold en el fondo de un pozo vacío.
- 2005: Premio de Asociación General de Autores del Uruguay (AGADU) por su obra Palmeras al sur.
- 2010: Premio Cofonte por su obra Mi voz al viento.  En el mismo concurso se otorga Mención a su obra El hombre en su cama.

## Actor
| - 1953: La zapatera prodigiosa (F. García Lorca) - 1953: Prohibido suicidarse en primavera (Alejandro Casona) - 1954: Los intereses creados (Jacinto Benavente) - 1956: Un día estupendo (Emile Mazaud) - 1957: El mágico prodigioso (Calderón de la Barca) - 1957: Tupac Amaru (Osvaldo Dragún) - 1958: Los de afuera (Amado Canobra) - 1959: El círculo de tiza caucasiano (Bertolt Brecht) - 1960: El burgués gentilhombre (Molière) - 1961: Veraneo (Juan Carlos Legido) - 1961: La princesa Clarisa (Rolando Speranza) - 1962: Mala laya (Ernesto Herrera) - 1963: Barranca abajo (Florencio Sánchez) - 1963: El oso (Anton Chejov) | - 1963: Tu cuna fue un conventillo (Albertio Vacarezza) - 1964: Los de la mesa 10 (Osvaldo Dragún) - 1964: Ha llegado un inspector (J. B. Priestley) - 1965: Anna Christie (Eugenio O´Neill) - 1966: Don Quijote (Miguel de Cervantes) - 1967: El fin del comienzo (Sean O´Casey) - 1968: Tres historias para ser contadas (Osvado Dragún) - 1987: Antígona (Sófocles) - 1988: Insignificancia (Terry Johnson) - 2001: ¡Yo, Diderot! (Walter Acosta) - 2010: ¿Quién dijo miedo? (Florencio Sánchez) - 2010: Ser o no ser (Shakespeare) - 2018: Exilio y mate amargo (Walter Acosta) - 2018: El último molino (Walter Acosta) |

## Director
| - El desalojo (Florencio Sánchez) - Barranca Abajo (Florencio Sánchez - El viaje feliz (Thorton Wilder) - Un día estupendo (Emile Mazaud) - Un trágico a pesar suyo (Anton Chejov) - Jorge Dandin (Molière) - Anna Christie (Eugene O´Neill) - Antes del desayuno (Eugene O´Neill) - El oso (Anton Chejov) - Tu cuna fue un conventillo (Alberto Vacarezza) - Tres historias para ser contadas (Osvaldo Dragún) - Don Quijote (Miguel Cervantes) - Una grulla en el crepúsculo (Junji Kinoshita) - Los amantes suicidas de Sonezaki (Chikamatsu Montsaemon) - Poemas de la Oficina (Mario Beneddetti) - La fiaca (Ricardo Talesnik) - Prueba de fuego (Ugo Ulive) - La empresa perdona un momento de locura (Rodolfo Santana) - OK (Isaac Chocrón) - La tempestad (William Shakespeare) - Noche de reyes (William Shakespeare) - Enrique Quinto (William Shakespeare) - El rey Lear (William Shakespeare) - Hamlet (William Shakespeare) - El jardín de los cerezos (Anton Chejov) - Tres hermanas (Anton Chejov) - Tío Vania (Anton Chejov) - Bajo el cielo de Milk Wood (Thomas Dylan) - El bello indiferente (Jean Cocteau) - La voz humana (Jean Cocteau) - Un trágico a pesar suyo (Anton Chejov) - El pedido de mano (Anton Chejov) - Viejos tiempos (Harold Pinter) - Una especie de Alaska (Harold Pinter) | - Una luna para el bastardo (Eugene O'Neill) - Cámara lenta (Eduardo Pavlovsky) - Seis personajes en busca de un autor (Luigi Pirandello) - El gorro de cascabeles (Luigi Pirandello) - Casa de muñecas (Henrik Ibsen) - Bodas de sangre (Federico García Lorca) - El círculo de tiza (Li Shing Tao) - La cantante calva (Eugène Ionesco) - Rinocerontes (Eugène Ionesco) - Sopa de pollo (Arnold Wesker) - Still Life (Emily Mann) - All good men (Trevor Griffiths) - The thought of Lydia (Frederic Raphael) - Lutero (John Osborne) - Pluto (Aristófanes) - Los Miserables (Víctor Hugo) - Sarcófago (Michael Gubaryev) - Prometeo encadenado (Esquilo) - Un marido ideal (Oscar Wilde) - Las manos sucias (Jean Paul Sartre) - The thought of Lydia (Frederic Raphael) - Escenas de la vida conyugal (Ingmar Bergman) - La mujer judía (Betolt Brecht) - Los Miserables (Víctor Hugo) - Sarcófago (Michael Gubaryev) - Andorra (Max Frisch) - Encuentro en Valladolid (Anthony Burgess) - El Coronel no tiene quien le escriba (WA basado en Gabriel García Márquez) - ¡Yo, Diderot! (Walter Acosta) - Meyerhold en el fondo de un pozo vacío (Walter Acosta) - Antígona (Sófocles) - Confusiones (Alan Ayckbourn) - Alturas de Macchu Picchu (Pablo Neruda) |

## Dramaturgo
- El rancho
- El escorpión y la comadreja
- Mi voz al viento
- Meyerhold en el fondo de un pozo vacío
- Trilogía uruguaya (Quilombo, Caleidoscopio, Palmeras al sur)
- ¡Yo, Diderot!
- El trapecio loco
- Verdugo es el amor
- El último molino
- Con tinta y con sangre
- Ratas
- Last call (en inglés)